# Víctor Francisco Dandreys
Víctor Francisco Dandreys fue un marino italiano que integró la Armada Argentina en la guerra del Brasil participando luego de las guerras civiles argentinas en la facción Unitaria.

## Biografía
Víctor (o Vittorio, en italiano) Francisco Dandreys nació en Italia. Alcanzó el grado de teniente de marina para radicarse luego en la República Argentina. Al iniciarse los preparativos para montar una escuadra que enfrentara a la poderosa armada del Imperio del Brasil en la inminente guerra por la libertad de la Banda Oriental, Dandreys fue incorporado a la Armada Argentina octubre de 1825 respetándosele el grado.
Ya en curso la guerra del Brasil en 1826 fue nombrado comandante de la goleta Pepa, a cuyo mando intervino en el combate de Punta Colares del 9 de febrero de 1826 y en el combate de Los Pozos del 11 de junio de 1826 actuando como buque hospital.
Asistió también al combate de Quilmes del 29 y 30 de julio de ese año.
Retornó al puerto de Buenos Aires a bordo del bote Rayo con otros oficiales de la marina y fue destinado a misiones de reconocimiento en la costa oriental del Río de la Plata. Fue incorporado al Ejército Republicano como secretario del comandante general por lo que en febrero de 1827 tomó parte de la batalla de Ituzaingó, principal triunfo terrestre de las fuerzas republicanas en el conflicto. Efectuó luego operaciones de corso entre Maldonado y la Laguna Merim con Santiago Sciurano hasta que este se retiró por divergencias con Dandreys, siendo reemplazado por Calixto Silva.
Tras la finalización de la guerra el 22 de agosto de 1828 obtuvo su baja con el grado de capitán. En 1829 fue reincorporado al servicio como artillero por poco tiempo y nuevamente en 1834, ocasión en que fue asignado al Estado Mayor. Durante el gobierno de Juan Manuel de Rosas emigró a Montevideo.
Acompañó a Juan Lavalle cuando a mediados de 1839 se trasladó a la Isla Martín García para organizar la llamada Legión Libertadora. En 1840 se sumó a la Compañía de Marina que partió de Montevideo para incorporarse al llamado Ejército Libertador en la provincia de Entre Ríos.